# 斯潘鎮區 (明尼蘇達州艾塔斯卡縣)
斯潘鎮區（英語：Spang Township）是位於美國明尼蘇達州艾塔斯卡縣的一個行政鎮區。

## 地方資料
斯潘鎮區的面積為136.98平方千米，當中陸地面積為135.36平方千米，而水域面積為1.62平方千米。根據2020年美國人口普查的數據，當地共有人口250人，而人口密度為每平方千米1.83人。